# Campeonato Paranaense de Futebol de 1915
O Campeonato Paranaense de Futebol de 1915 foi a primeira edição do campeonato estadual, sendo disputado por equipes de várias regiões estado do Paraná e o primeiro campeonato oficial do sul do Brasil. O campeão do certame foi o extinto International Foot-Ball Club e o vice campeão, o também extinto Paraná S.C.. Esta primeira edição foi organizada pela L.S.P. (Liga Sportiva Paranaense) e reuniu clubes de Curitiba e Paranaguá.
O primeiro jogo oficial do campeonato ocorreu no dia 23 de maio de 1915, disputado entre as equipes do Internacional e do América. Coincidentemente, estes dois clubes, em 1924, uniriam-se para formar o Clube Atlético Paranaense.

## Regulamento
Os clubes jogaram entre si, todos contra todos em turno e returno. A equipe com a melhor pontuação ao final do returno, tornou-se o campeão.

## Período da competição e contestação
O campeonato foi disputado entre 23 de maio a 17 de novembro de 1915.
O América F.C. contestou o título do Internacional e tal fato provocou a divisão da Liga. Os clubes que apoiaram a reivindicação do América, formaram a APSA (Associação Paranaense de Sports Athéticos).

## Clubes Participantes[5]
| Equipe                       | Cidade    | Região                           | No ano anterior | Estádio | Capacidade | Títulos        | Participações |
| ---------------------------- | --------- | -------------------------------- | --------------- | ------- | ---------- | -------------- | ------------- |
| International Foot-Ball Club | Curitiba  | Região Metropolitana de Curitiba | Lugar           | --      | --         | 0 (não possui) | 1             |
| Paraná Sport Club            | Curitiba  | Região Metropolitana de Curitiba | Lugar           | --      | --         | 0 (não possui) | 1             |
| América                      | Curitiba  | Região Metropolitana de Curitiba | Lugar           | --      | --         | 0 (não possui) | 1             |
| Coritiba Foot Ball Club      | Curitiba  | Região Metropolitana de Curitiba | Lugar           | --      | --         | 0 (não possui) | 1             |
| Paranaguá Futebol Clube      | Paranaguá | Litoral Paranaense               | Lugar           | --      | --         | 0 (não possui) | 1             |
| Rio Branco Sport Club        | Paranaguá | Litoral Paranaense               | Lugar           | --      | --         | 0 (não possui) | 1             |

## Jogos

### Turno
- 23 de maio - Internacional 2-0 América
- 30 de maio - Coritiba 1-1 Rio Branco
- 06 de junho - Paraná 5-0 Paranaguá
- 13 de junho - América 5-1 Rio Branco
- 20 de junho - Coritiba 1-1 Paraná
- 27 de junho - Internacional 8-1 Paranaguá
- 05 de julho - Coritiba 3-1 América
- 12 de julho - Internacional 2-0 Paraná
- 13 de julho - Internacional 2-0 Coritiba
- 25 de julho - América W-O Paranaguá (Walkover)
- 25 de julho - Paraná 9-0 Rio Branco
- 01 de agosto - Rio Branco 3-1 Paranaguá
- 03 de agosto - Internacional W-O Rio Branco (Walkover)
- 10 de agosto - Paraná 2-0 América
- 17 de agosto - Coritiba 2-0 Paranaguá

### Returno
- 24 de agosto - América 1-0 Internacional
- 31 de agosto - Rio Branco 0-3 Coritiba
- 07 de setembro - Paranaguá 0-6 Paraná
- 07 de setembro - Rio Branco 3-3 América
- 14 de setembro - Paraná 1-0 Coritiba
- 21 de setembro - Paranaguá 3-7 Internacional
- 28 de setembro - América W-O Coritiba ✱ (Walkover)
- 05 de outubro - Paraná 1-2 Internacional
- 12 de outubro - Paranaguá 3-0 Rio Branco
- 13 de outubro - Coritiba 1-3 Internacional
- 19 de outubro -Rio Branco O-W Paraná (Walkover)
- 26 de outubro - Paranaguá O-W América (Walkover)
- 17 de novembro - Rio Branco O-W Internacional (Walkover)
- 02 de novembro - América 0-2 Paraná
- 07 de novembro - Paranaguá 3-3 Coritiba

✱O Coritiba não compareceu por ter se considerado prejudicado pela arbitragem no seu jogo contra o Paraná.

### Classificação
| Série Ouro - Segunda Fase | Série Ouro - Segunda Fase    | Série Ouro - Segunda Fase | Série Ouro - Segunda Fase | Série Ouro - Segunda Fase | Série Ouro - Segunda Fase | Série Ouro - Segunda Fase | Série Ouro - Segunda Fase | Série Ouro - Segunda Fase | Série Ouro - Segunda Fase | Série Ouro - Segunda Fase | Série Ouro - Segunda Fase | Série Ouro - Segunda Fase |
| Time | Time                         | Pts                       | J                         | V                         | E                         | D                         | GP                        | GC                        | SG                        |                           |                           |                           |
| --- | ---------------------------- | ------------------------- | ------------------------- | ------------------------- | ------------------------- | ------------------------- | ------------------------- | ------------------------- | ------------------------- | ------------------------- | ------------------------- | ------------------------- |
| 1 | International Foot-Ball Club | 20                        | 10                        | 10                        | 0                         | 0                         | 27                        | 3                         | +24                       |                           |                           |                           |
| 2 | Paraná Sport Club            | 13                        | 10                        | 6                         | 1                         | 3                         | 16                        | 7                         | +9                        |                           |                           |                           |
| 3 | América FC                   | 9                         | 10                        | 4                         | 1                         | 5                         | 16                        | 13                        | +3                        |                           |                           |                           |
| 4 | Coritiba                     | 9                         | 10                        | 3                         | 3                         | 4                         | 14                        | 12                        | +2                        |                           |                           |                           |
| 5 | Paranaguá FC                 | 5                         | 10                        | 2                         | 1                         | 7                         | 9                         | 39                        | -30                       |                           |                           |                           |
| 6 | Sport Club Rio Branco        | 4                         | 10                        | 1                         | 2                         | 7                         | 8                         | 16                        | -8                        |                           |                           |                           |
| Pts – Pontos ganhos; J – Jogos; V - Vitórias; E - Empates; D - Derrotas; GP – Gols pró; GC – Gols contra; SG – Saldo de gols; |                              |                           |                           |                           |                           |                           |                           |                           |                           |                           |                           |                           |

|  |         |
|  | Campeão |

### Nota
No livro Futebol Paraná História existe uma pequena divergência entre a pontuação final dos clubes, bem como na forma de pontuação:
1. Internacional - 10 jogos - 9 vitórias - pontuação final de 1,80
2. Paraná SC - 10 jogos - 7 vitórias - pontuação final de 1,00
3. América - 10 jogos - 5 vitórias - pontuação final de 1,00
4. Coritiba - 10 jogos - 3 vitórias - pontuação final de 0,90
5. Rio Branco - 10 jogos - 2 vitórias - pontuação final de 0,40
6. Paranaguá FC - 10 jogos - 1 vitória - pontuação final de 0,30

## Estatística
Maior Goleada
- International Foot-Ball Club 8x1 Paranaguá (27 de junho de 1915)

Melhor Ataque
- International Foot-Ball Club: 27 gols feitos

Melhor Defesa
- International Foot-Ball Club: 3 sofridos

Pior Ataque
- SC Rio Branco: 8 gols feitos

Pior Defesa
- Paranaguá: 39 sofridos

Artilheiro
- Ivo de Abreu Leão: 14 gols marcados pelo International Foot-Ball Club

Maior renda do campeonato
- Maior renda: International Foot-Ball Club 2x1 Paraná Sport Club - 2º turno - (175$000 mil réis)

## Campeão
| Campeão Paranaense de 1915             |
| -------------------------------------- |
| International Foot-Ball Club 1° Título |